# José Joaquín Mariategui
José Joaquín de Mariátegui (Tolosa (Guipúzcoa), 1779 - ¿?) fue un político liberal español. Fue ministro de Gobernación durante 4 días en 1823, Diputado en el Congreso y tuvo un papel relevante en la Junta Central Suprema durante la Guerra de la Independencia Española.
Tomaba parte en la tertulias liberales que tenían lugar en la casa de la familia Zuaznábar en Hernani y en las que participaba también el general Castaños y el marqué de Iranda. 

## Labor en la Junta Central Suprema
En el año 1808 Mariátegui pasó de Madrid a Zaragoza llamado por el general Palafox, capitán general de Aragón, que encabezaba en esa ciudad la resistencia aragonesa al invasor francés. Mariátegui trabajó como secretario general y consejero de Palafox durante unos meses. Comisionado por Palafox ante la Junta Central en Aranjuez, su llegada a Aranjuez a finales de 1808 fue el mismo día en el que la Junta Central abandonaba Aranjuez en dirección a Sevilla huyendo de la ocupación por parte de los franceses de Madrid. Mariátegui acompañó a la Junta en su huida y trabajó para la Junta Central de Sevilla durante el siguiente año. Fue comisionado por la misma en Valencia y Tarragona, y finalmente tuvo un papel relevante en dicha Junta, siendo el responsable de Hacienda durante los últimos meses de existencia. Esta junta, de fuerte carácter liberal actuó, como una especia de gobierno de transición y preparó la organización de las Cortes de Cádiz.
El 19 de noviembre de 1809 las tropas imperiales derrotaron al ejército de la Junta Central en Ocaña, y los franceses tuvieron el paso franco hacia Andalucía. La Junta se retiró a Cádiz y el 29 de enero de 1810, desacreditada por las derrotas militares y dividida por la forma en la que habían de llevar a cabo determinadas cuestiones de gobierno, se disolvió y dio paso a un consejo de regencia, sostenida sobre 5 personas, y ejercida en nombre de Fernando VII. Este consejo de regencia no tenía interés alguno en que se celebrasen las cortes, pero debido a la fuerte reacción frente a su actitud, se vieron forzados a mantener la convocatoria a las Cortes. Este consejo de regencia tuvo a Mariátegui tres meses arrestado en el Castillo de Santa Catalina (Cádiz), pero le restituyó al cabo de ese tiempo con un puesto en la administración.

## Efímero nombramiento como ministro
José Joaquín de Mariátegui fue nombrado Ministro de Gobernación del Reino para la Península e Islas Adyacentes el 16 de abril de 1823, pero no llegó a tomar posesión de su cargo. Cuatro días después fue nombrado José María Calatrava en su lugar. Su efímero nombramiento coincidió con la crisis de gobierno causada por la entrada en España de los Cien Mil Hijos de San Luis el 7 de abril con la intención de reinstaurar el régimen absolutista en España y poner fin al Trienio Liberal.

## Diputado en Cortes
Mariategui fue elegido diputado a las Cortes por la circunscripción de Guipúzcoa el 30 de junio de 1834. Su circunscripción se encontraba en aquellos momentos controlada en su mayor parte por los carlistas, salvo la ciudad de San Sebastián y algunas plazas menores. Mariátegui fue elegido por una junta electoral celebrada en San Sebastián donde predominaron los liberales progresistas vinculado a los intereses comerciales de San Sebastián . No consta que Mariategui llegara a tomar posesión de su cargo. Renunció al cargo de diputado el 25 de octubre de ese mismo año al no poder acreditar la renta mínima que en aquella época era exigida a los diputados.